# كاذي تونكيني
كاذي تونكيني (الاسم العلمي:Pandanus tonkinensis) هو نوع من النباتات يتبع جنس الكاذي من الفصيلة الكاذية.